# Philip Geoffrey Whitefoord
Philip Geoffrey Whitefoord, britanski general, * 1894, † 1975.